# Авиарий

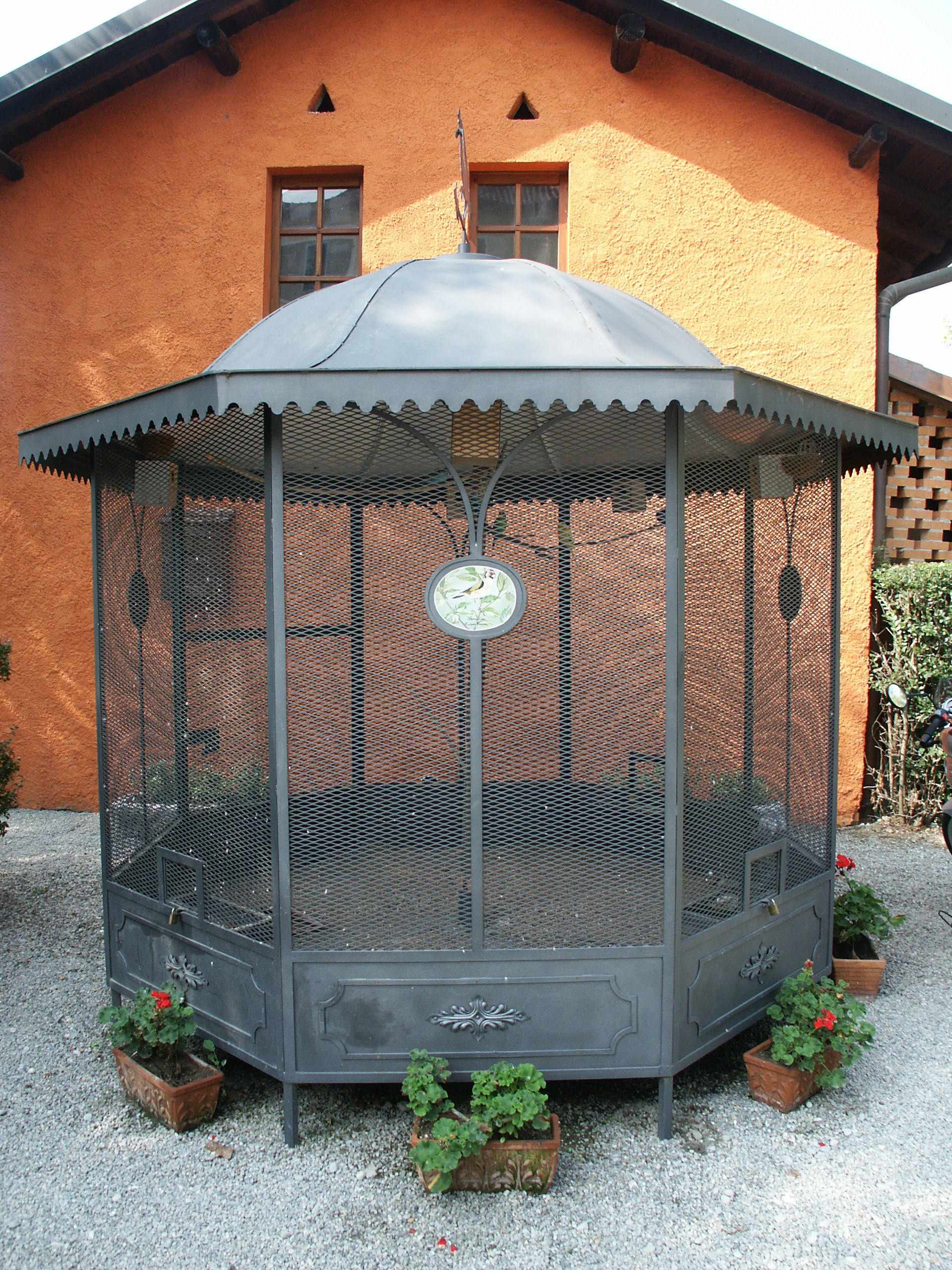
Домашний авиарий

Авиарий — большой вольер для птиц. В отличие от обычной клетки, авиарий предоставляет птицам больше пространства, где они могут летать. В авиариях часто бывают растения и кустарники, чтобы имитировать природные условия.

## Типы авиариев

### Общественные авиарии
Большие авиарии часто можно встретить в зоопарках (например, в Лондонском зоопарке, Национальном зоопарке в Вашингтоне, зоопарке Сан-Диего). В Сингапуре в парке птиц «Джуронг» есть большой авиарий, в который могут заходить люди. Национальный авиарий в американском городе Питтсбург является одним из крупнейших авиариев, расположенных не в зоопарке.

### Домашние авиарии
Домашние авиарии популярны среди птицеводов, у которых есть достаточно свободного места. Обычно они бывают самодельными. Существуют коммерческие предприятия, специализирующиеся на производстве авиариев любых размеров и в различном ценовом диапазоне.
Домашние авиарии бывают двух видов: наземные и подвесные. Наземные авиарии устанавливаются на поверхности земли с бетонным основанием, чтобы крысы и другие вредители не могли попасть внутрь. Подвесные авиарии касаются земли только своими опорами, поэтому необходимость защиты от вредителей уменьшается. В отличие от больших общественных авиариев, для которых используются металлические каркасы, большинство каркасов домашних наземных авиариев изготавливают из дерева или ПВХ. Однако для изготовления подвесных авиариев также широко применяется металл.

## Галерея

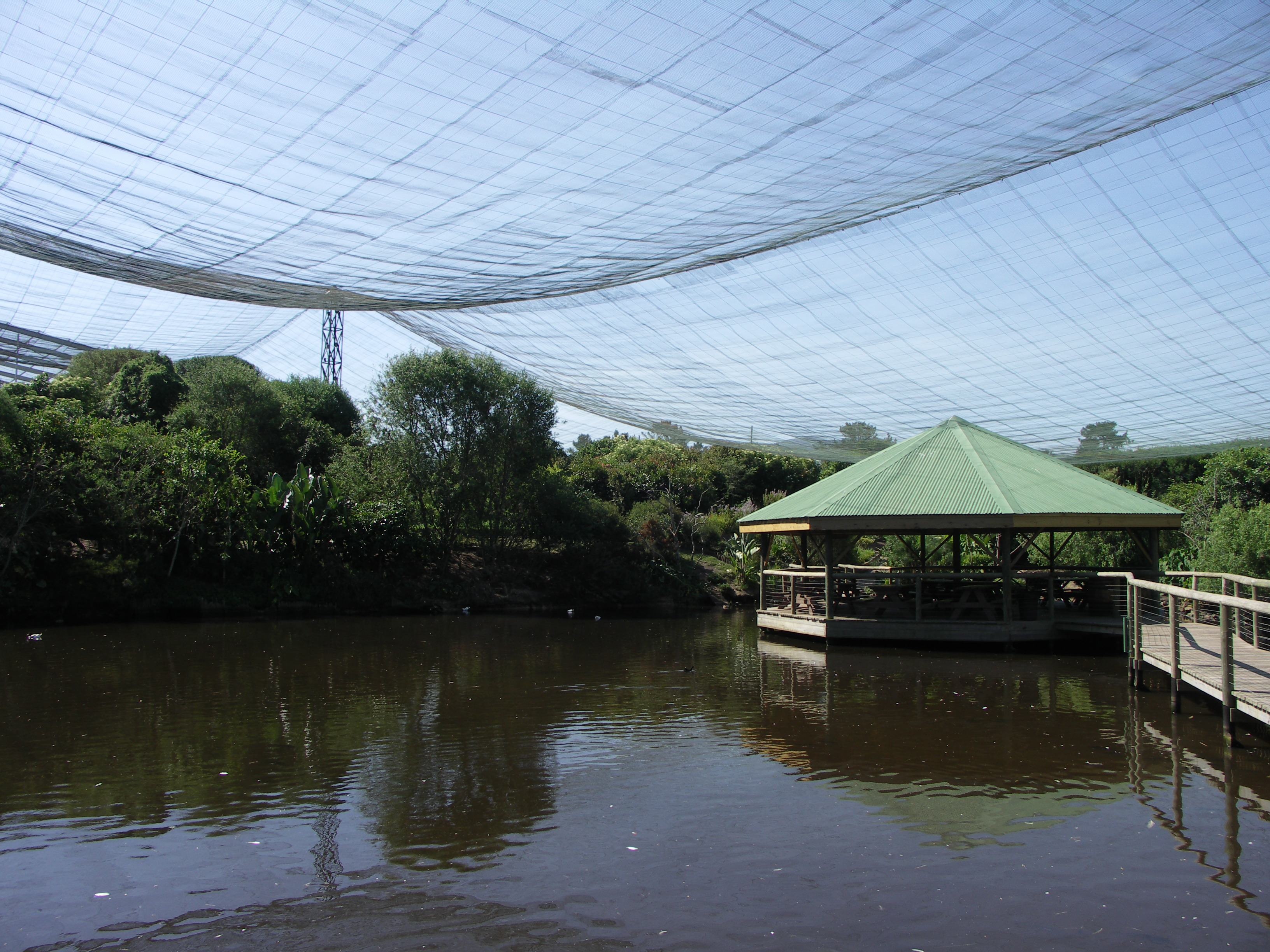
«Птицы Эдема» — крупнейший авиарий в мире (ЮАР)
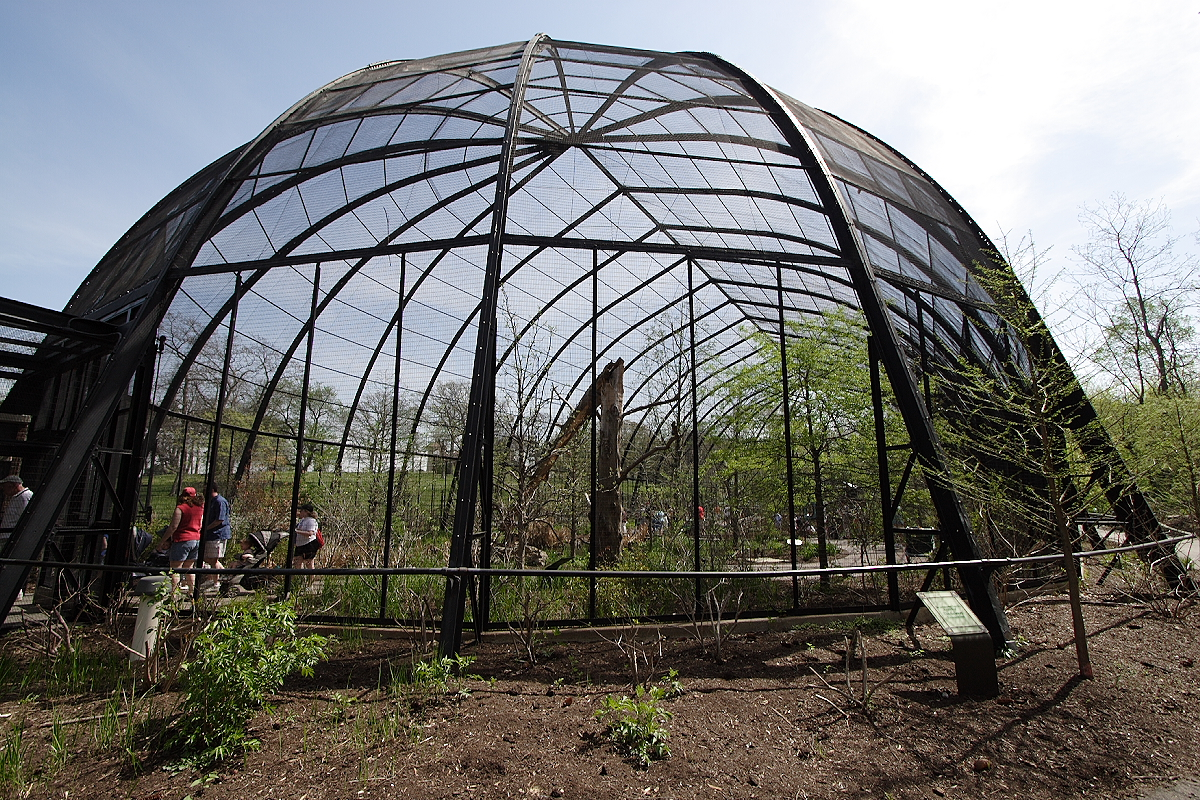
«1904 Flight Cage» в Зоопарке Сент-Луиса.
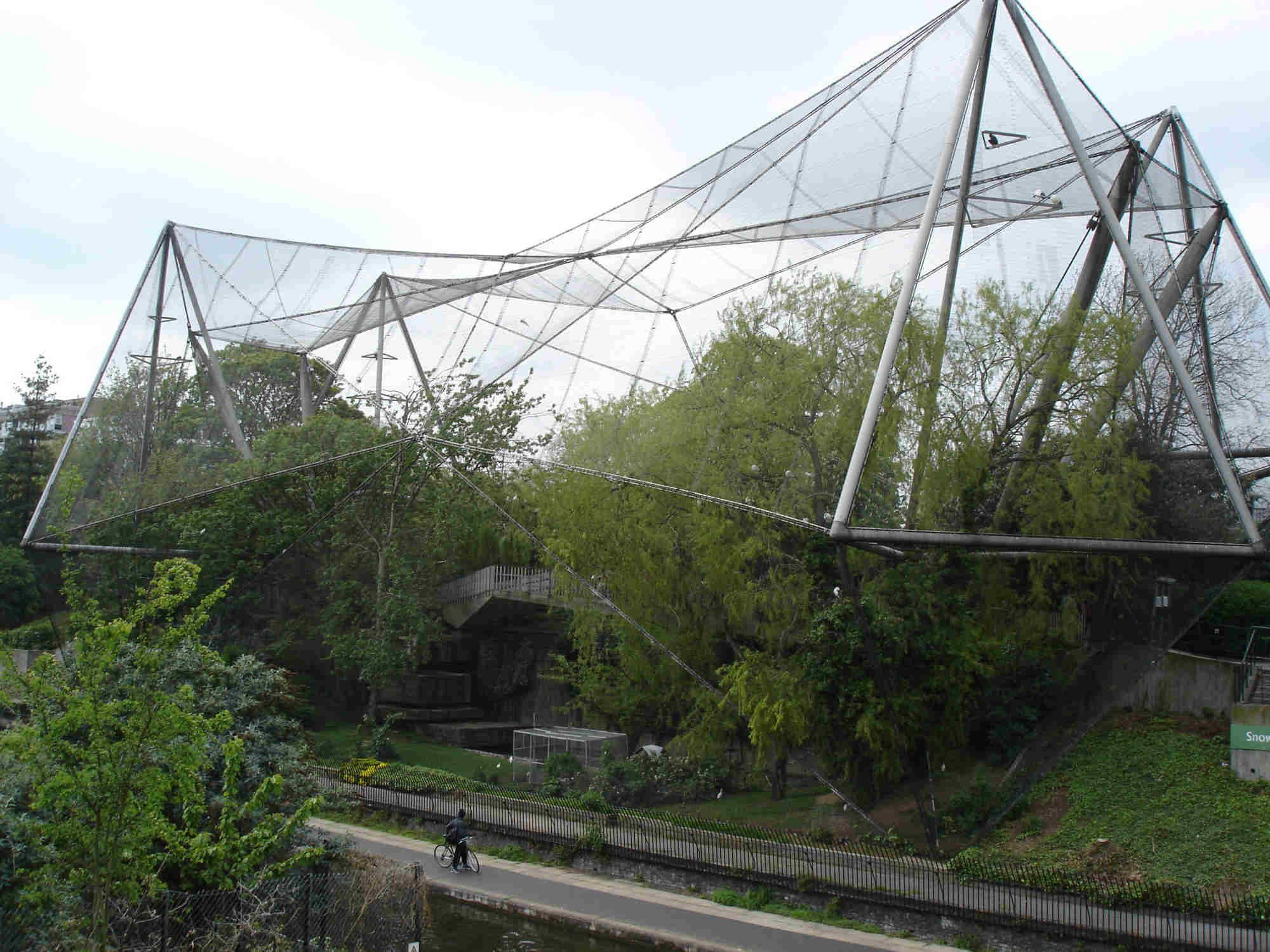
«The Snowdon Aviary» в Лондонском зоопарке.
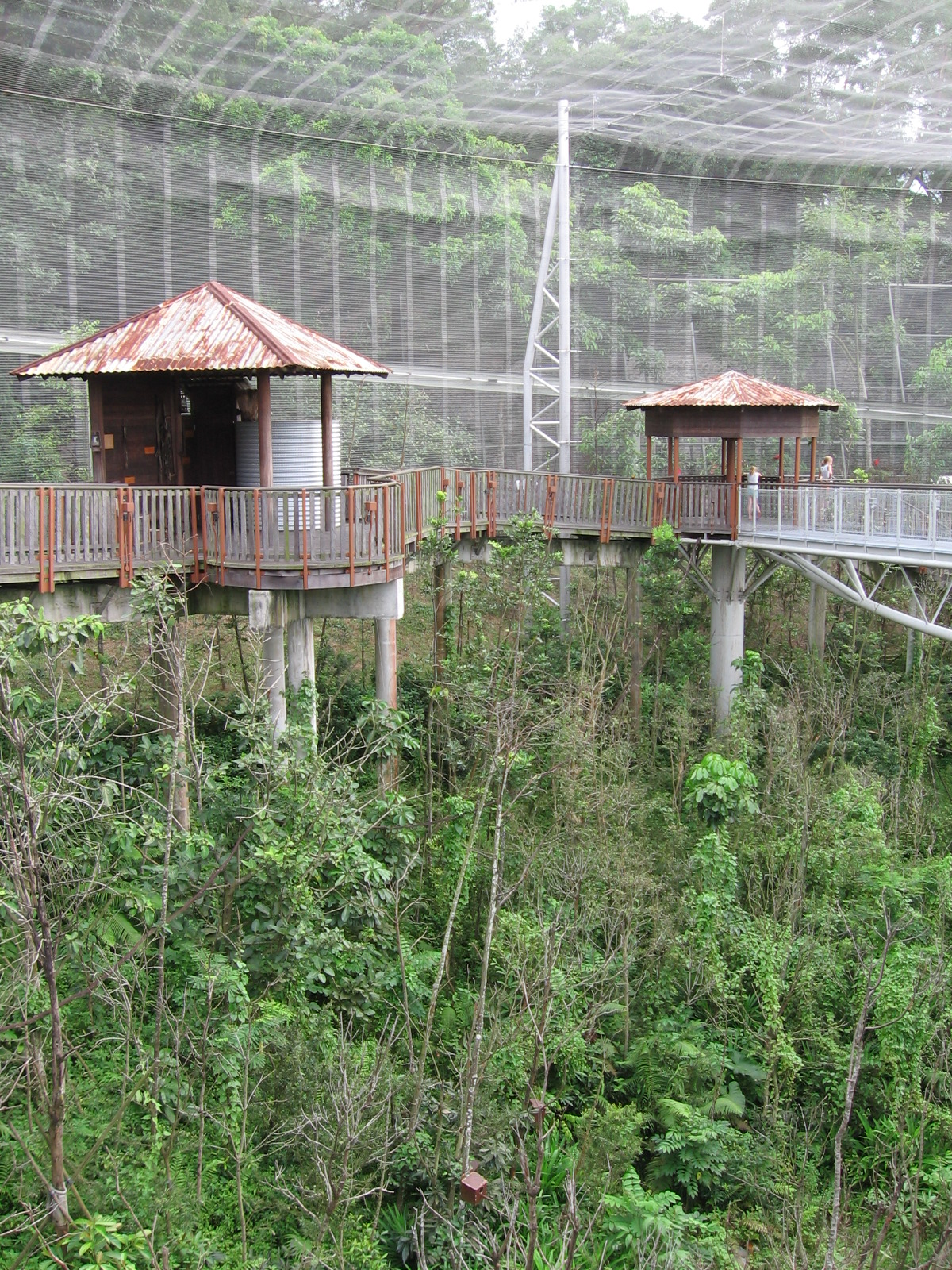
Просторный прогулочный авиарий в парке птиц «Джуронг» в Сингапуре.
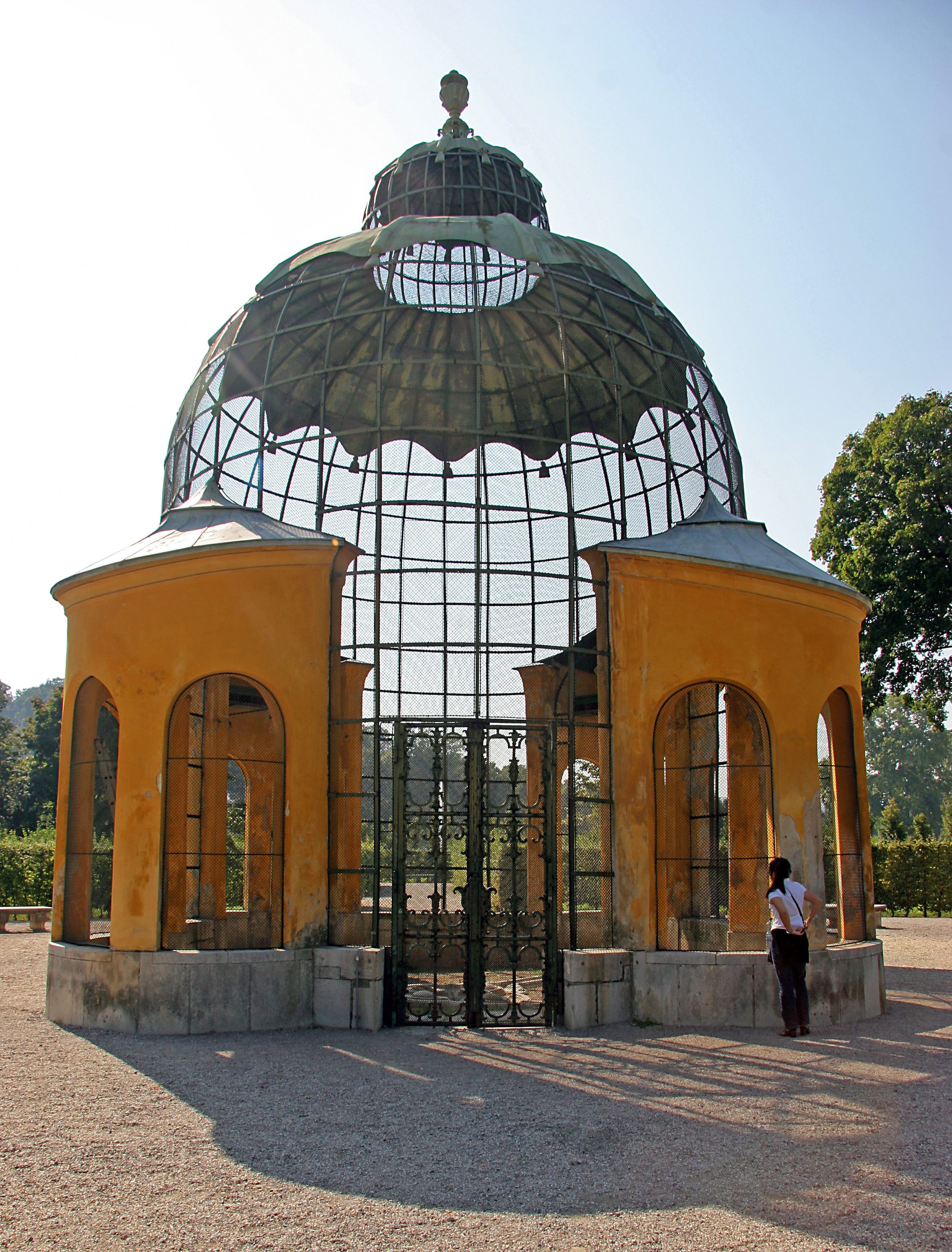
Авиарий в садах Дворца Шёнбрунн в Вене.